# Andrija Božanić
Andrija Božanić (Komiža, 15. svibnja 1906. − Split, 29. kolovoza 1989.), bio je viceadmiral JRM i nositelj naslova narodnog heroja.
1929. postao je članom KPJ. Bio je delegat Pokrajinskog komiteta KPJ za Dalmaciju na Petoj zemaljskoj konferenciji KPJ koja se je održala 1940. godine.
1941. pristupio je NOVJ. Umirovljen je 1961. godine.

## Odličja
- Orden narodnog heroja
- Orden bratstva i jedinstva
- Orden za vojničke zasluge